# Цукерня
Цукерня або кондитерська (нім. konditorei, фр. confiserie, пол. cukiernia) — заклад громадського харчування з обслуговуванням офіціантами або крамниця, що пропонує асортимент випічки та десертів, а також фруктові коктейлі, гарячі напої (кава, чай, какао тощо) та сніданки. В таких закладах найчастіше кондитерський цех поєднують з пекарнею або кав'ярнею з морозивом. 

## Історія
У XIX столітті поряд з «класичними» кав'ярнями з'явилися й нові заклади, в яких подавали насамперед солодощі, а кава була швидше доповненням до них, — цукерні або кондитерські. Цукерні — місця менш серйозні, ніж кав'ярні. Заклади, де не було газет, а натомість удосталь тістечок, вважалися цілком жіночими, тому були популярнішими серед жінок і часто були розраховані саме на них. Хоча траплялися й винятки. Так, цукернями були найпопулярніші серед представників усіх статей київські кав'ярні — «Франсуа», «Жорж» та «Семадені».
Цукерні у Львові були надзвичайно популярними. Посмакувати ласощами могла навіть біднота — рештки з підносів від тортів коштували дешево. Кожна львівська цукерня передвоєнного Львова — це окрема історія. Кількість та популярність цих закладів у тогочасному Львові спонукала до жорсткої конкуренції. Конкурували не лише якістю, але й намагались створити клієнтам домашню атмосферу: цікавились здоров'ям, бавили новинами та жартами.
Одна з найперших у Львові цукерень відкрилася у 1825 році у наскрізному проході між кам'яницею Коритовського (у 1800-х роках — власність Доменіко Андреоллі), що на площі Ринок, 29 та будинком на вулиці Театральній, 12 — це була цукерня швейцарця Домініко Андреоллі. Справи йшли добре, невдовзі цукерня стала модною, а прохід отримав назву пасаж Андреоллі. Близько 1870 року частина цукерні Андреоллі, як і сама кам'яниця перейшли у власність родини Ербарів, які провадили давню цукерню до кінця XIX століття.
У 1850—1894 роках будинку при вул. Театральній, 8 містилася цукерня Міхала Монне. 1896 року кондитер Ян Гефлінґер викупив її у Міхала Монне. Станом на 1901 рік у власності Гефлінґера, крім цукерні на вул. Театральній, було ще щонайменше дві — на вул. Коперника, 2 та вул. Зиблікевича, 49 (нині — вул. Івана Франка). Після смерті Яна цукерня перейшла у спадок його синові Тадеушу Гефлінґерові, котрий розвинув батькову справу, використовував рухому рекламу, брав активну участь у всіх можливих ярмарках та виставах, а також відкрив низку крамничок, де продавалась його продукція. Цукерня припинила своє існування з приходом радянської влади у 1939 році.
У 1885 році Александер Бенецький власну справу у Львові і незабаром цукерня стає однією з найкращих у Львові. Спочатку заклад Бенецького містився у триповерховій кам'яниці на вулиці Кароля Людвіка, 11 (нині проспект Свободи), у тому ж приміщенні, де була колись ще одна уславлена цукерня Ротлендера. Цукерня встановила досі не бачені у Львові години роботи для подібних закладів — клієнтів запрошували з 7:30 до 23;30, вечорами тут грала музика. Важко було знайти вигіднішу місцину, аби файно провести час. Показником якості товару, що пропонував заклад Бенецького, були замовлення з Нью-Йорку, Лондону, Александрії. Після 1918 року цукерня зникла — саме на цій даті уриваються згадки про заклад у пресі, зникає реклама. Згодом, наприкінці 1920-х років, спадкоємець Бенецького відкриває цукерню в будинку на Ягеллонській, 18 (нині вул. Гнатюка), але про колишній успіх він міг лише мріяти.
1930 року на вул. Академічній, 22 (нині — проспект Шевченка, 10) кондитер Людвик Залевський відкрив власну цукерню, яка до початку другої світової війни була візитівкою тогочасного Львова, його називали «шоколадним королем». І недарма, адже смаколики з цукерні щодня відправляли до Варшави, Парижа та Відня. У цукерні Залевського пили каву та куштували солодощі Іван Франко, Михайло Грушевський, Юзеф Пілсудський. Закрився бізнес Залевського у 1939 році. За радянських часів цукерню Залевського «наслідувала» кондитерська крамниця (від 1960-х років — фірмова крамниця кондитерської фабрики «Світоч»), а 1972 року у підвалі «Світоча» відкрили бар «Шоколадний» («Шоколадка»). Від 2011 року — ресторан швидкого харчування мережі «Пузата хата».
Спогадами про цукерню Людвика Залевського поділився у романі «Високий Замок» відомий польський письменник-фантаст Станіслав Лем: 
«…Мене найбільше вабила цукерня Залевського на вулиці Академічній. Відтоді, по правді, ніде у світі не бачив цукерничих вітрин, оздоблених із таким розмахом. Це була, по суті, велика сцена, оправлена в металеву раму, на якій кілька разів на рік змінювалися декорації, що були тлом для вражаючих скульптур і алегоричних фігур із марципану. Якісь великі натуралісти, рубенси цукерництва, втілювали на ній свої фантазії, а надто перед Різдвом і Великоднем, коли за шибами поставали дивовижі, застиглі в мигдалевій масі та чоколяді. Цукрові Миколаї мчали на санях, із їхніх лантухів ринули лавини смаколиків. На глазурованих полумисках спочивали шинки й риби в галяреті, теж марципанові і з кремовою начинкою. Навіть скибки цитрини, що просвічували крізь галяретку, були витвором цукерничого різьбярства. Пам'ятаю стада рожевих свинок із чоколядовими оченятами, найрізноманітніші фрукти, гриби, вудженину, рослини, якісь печери й скелі. Складалося враження, що Залевський подужає відтворити в цукрі та чоколяді цілий Космос, оздобивши сонце лущеним мигдалем, а зірки – лискучою глазур'ю…». «Найелегантніша у Львові, добрі тістечка. В полудні та ввечері переповнена», — писав про неї у «Путівнику по Львову» Мечислав Орлович.

- Кав'ярня
- Кафетерій
- Ресторан
- Чайхана

1. 
2. 
3. 
4. 
5. 
6. 
7. 
8. 
9. 

- Станіслав Лем. Високий Замок / пер. з польської Л. Андрієвська; художнє оформл. А. Бегляров. — Львів : ЛА «Піраміда», 2002. — 164 с. — ISBN 966-7188-67-1.
- Anna Gordijewska Czekoladowy Lwów // Kurier Galicyjski. — nr 16 (356). — 1—14 września 2020. — S. 12—13. (пол.)
- Kucharz gastronom: praca zbiorowa. — Warszawa: Wydawnictwo przemysłu lekkiego i spożywczego, 1968. — S. 42. (пол.)
- Orłowicz M. Ilustrowany przewodnik po Lwowie // Wydanie drugie. — Lwów-Warszawa: Ksiąźnica Atlas, 1925. — 275 s.: 102 il. z planem miasta (пол.)

- Ольга Швагуляк-Шостак (5 березня 2007). Солодке минуле. kontrakty.ua. Контракти. Архів оригіналу за 23 листопада 2008. Процитовано 28 листопада 2021.
- Катерина Бортняк. Кав'ярні для чоловіків, цукерні — для жінок. Розваги і торгівля у Львові сто років тому. tvoemisto.tv. Медіа-хаб «Твоє Місто». Архів оригіналу за 6 жовтня 2022. Процитовано 27 лютого 2021.

| ресторан | Це незавершена стаття про ресторан. Ви можете допомогти проєкту, виправивши або дописавши її. |